# Nenad Zimonjić
Nenad Zimonjić (n. 4 iunie 1976, Belgrad) este un jucător profesionist sârb de tenis, de două ori finalist la Wimbledon, în proba de dublu (2004 - partener Julian Knowle și 2006 - partener Fabrice Santoro) și câștigător, în proba de dublu mixt, al turneelor Australian Open (2004 - parteneră Elena Bovina) și Roland Garros (2006 și 2010 - parteneră Katarina Srebotnik).

### Grand Slam

#### Dublu: 7 (3–4)
| Rezultat   | An   | Turneu          | Suprafață | Partener        | Adversar                       | Scor                              |
| ---------- | ---- | --------------- | --------- | --------------- | ------------------------------ | --------------------------------- |
| Finalist   | 2004 | Wimbledon       | Iarbă     | Julian_Knowle   | Jonas Björkman Todd Woodbridge | 1–6, 4–6, 6–4, 4–6                |
| Finalist   | 2006 | Wimbledon       | Iarbă     | Fabrice Santoro | Bob Bryan Mike Bryan           | 3–6, 6–4, 4–6, 2–6                |
| Finalist   | 2008 | French Open     | Zgură     | Daniel Nestor   | Pablo Cuevas Luis Horna        | 2–6, 3–6                          |
| Câștigător | 2008 | Wimbledon       | Iarbă     | Daniel Nestor   | Jonas Björkman Kevin Ullyett   | 7–6(14–12), 6–7(6–8), 6–3, 6–3    |
| Câștigător | 2009 | Wimbledon       | Iarbă     | Daniel Nestor   | Bob Bryan Mike Bryan           | 7–6(9–7), 6–7(3–7), 7–6(7–3), 6–3 |
| Finalist   | 2010 | Australian Open | Hard      | Daniel Nestor   | Bob Bryan Mike Bryan           | 3–6, 7–6(7–5), 3–6                |
| Câștigător | 2010 | French Open     | Zgură     | Daniel Nestor   | Lukáš Dlouhý Leander Paes      | 7–5, 6–2                          |

#### Dublu mixt: 10 (5–5)
| Rezultat   | An   | Turneu          | Suprafață | Partener           | Adversar                              | Scor                  |
| ---------- | ---- | --------------- | --------- | ------------------ | ------------------------------------- | --------------------- |
| Câștigător | 2004 | Australian Open | Hard      | Elena Bovina       | Martina Navratilova Leander Paes      | 6–1, 7–6(7–3)         |
| Finalist   | 2005 | US Open         | Hard      | Katarina Srebotnik | Daniela Hantuchová Mahesh Bhupathi    | 4–6, 2–6              |
| Câștigător | 2006 | French Open     | Zgură     | Katarina Srebotnik | Elena Likhovtseva Daniel Nestor       | 6–3, 6–4              |
| Finalist   | 2007 | French Open     | Zgură     | Katarina Srebotnik | Nathalie Dechy Andy Ram               | 5–7, 3–6              |
| Câștigător | 2008 | Australian Open | Hard      | Sun Tiantian       | Sania Mirza Mahesh Bhupathi           | 7–6(7–4), 6–4         |
| Finalist   | 2008 | French Open     | Zgură     | Katarina Srebotnik | Victoria Azarenka Bob Bryan           | 2–6, 6–7(4–7)         |
| Câștigător | 2010 | French Open     | Zgură     | Katarina Srebotnik | Yaroslava Shvedova Julian Knowle      | 4–6, 7–6(7–5), [11–9] |
| Finalist   | 2011 | French Open     | Zgură     | Katarina Srebotnik | Casey Dellacqua Scott Lipsky          | 6–7(6–8), 6–4, [7–10] |
| Finalist   | 2014 | French Open     | Zgură     | Julia Görges       | Anna-Lena Grönefeld Jean-Julien Rojer | 6–4, 2–6, [7–10]      |
| Câștigător | 2014 | Wimbledon       | Iarbă     | Samantha Stosur    | Chan Hao-ching Max Mirnyi             | 6–4, 6–2              |

### Turneul Campionilor

#### Dublu: 3 (2–1)
| Rezultat   | An   | Turneu   | Suprafață | Partener      | Adversar                       | Scor                    |
| ---------- | ---- | -------- | --------- | ------------- | ------------------------------ | ----------------------- |
| Finalist   | 2005 | Shanghai | Hard (i)  | Leander Paes  | Michaël Llodra Fabrice Santoro | 7–6(8–6), 3–6, 6–7(4–7) |
| Câștigător | 2008 | Shanghai | Hard (i)  | Daniel Nestor | Bob Bryan Mike Bryan           | 7–6(7–3), 6–2           |
| Câștigător | 2010 | London   | Hard (i)  | Daniel Nestor | Mahesh Bhupathi Max Mirnyi     | 7–6(8–6), 6–4           |

1. 1 2  The Bud Collins History of Tennis[*], p. 678 Verificați valoarea |titlelink= (ajutor)
2. ↑  Association of Tennis Professionals website[*] Verificați valoarea |titlelink= (ajutor)